# Kuchyňa
Kuchyňa (Hongaars:Konyha) is een Slowaakse gemeente in de regio Bratislava, en maakt deel uit van het district Malacky.
Kuchyňa telt 1626 inwoners.